# حارة جبل هيل (التواهي)
حارة جبل هيل هي إحدى حارات حي النجمة الحمراء الواقع بمديرية التواهي التابعة لمحافظة عدن، بلغ تعداد سكانها 1053 نسمة حسب تعداد اليمن لعام 2004.